# Улица Маяковского (Ижевск)
Улица Маяко́вского — улица в Ленинском районе города Ижевск. Проходит от правого берега реки Иж до Сарапульского тракта. Нумерация домов ведётся с севера на юг от берега реки.

## История
Улица известна в Заречной части Ижевска с XIX века. До 1934 года называлась 1-й Береговой улицей. В 1934 году получила современное название в честь поэта Владимира Маяковского.

## Описание
Улица проходит вдоль правого берега реки Иж от Центрального промышленного района до Южного промузла.
Берёт начало на правом берегу реки Иж и следует от него в южном направлении. У трамвайно-троллейбусного управления улица Маяковского проходит под эстакадой улицы Новоажимова. С улицами Новоажимова и Максима Горького организована двухуровневая транспортная развязка. Далее улица пересекает Воткинскую железнодорожную линию и поворачивает на юго-восток. Пересекает улицы Пойму и Магистральную. В районе Южного промузла с чётной стороны к улице примыкает выезд с улицы Пойма. Далее улица Маяковского пролегает на юго-восток и переходит в Сарапульский тракт.
Почти на всём протяжении улица имеет производственно-деловую застройку. Здесь расположены многочисленные оптовые склады, торговые базы и магазины. Лишь в начале улицы между рекой Иж и улицей Новоажимова сохранилось несколько частных домов вдоль нечётной стороны.

## Примечательные здания и сооружения
По нечётной стороне:
- № 7 — предприятие «ИжГорЭлектроТранс», троллейбусный парк № 2
- № 35 — торговый дом «Агат Cash & Carry»
- № 43 — торговый центр «Южный»
- № 47 — Южная автостанция

По чётной стороне:
- № 42 — супермаркет «Гастроном»
- № 44 — Удмуртский хладокомбинат
- № 48 — гипермаркет «Три банана»

## Транспорт
Улица имеет важное транспортное значение, поскольку является прямым продолжением в городе Сарапульского тракта (автодороги Р322). От развязки с улицей Новоажимова до Воткинской линии имеет ширину 4 полосы, от Воткинской линии и далее на юго-восток — 2 полосы.
В начале улицы расположен один из 2-х троллейбусных парков Ижевска, обслуживающий маршруты № 6, 9, 10, 14. С 1996 по 2007 год здесь находилась конечная остановка троллейбуса № 12.
Другим важным объектом инфраструктуры общественного транспорта является Южная автостанция, расположенная в конце улицы. Автостанция обслуживает пригородные и междугородные маршруты, следующие из Ижевска в юго-восточном (Сарапульский тракт), южном (Можгинский тракт) и юго-западном (Увинский тракт) направлениях.
По улице Маяковского проходят автобусные маршруты № 2, 6, 41, 319, 357.
Кроме того, в конце улицы на пересечении с линией трамваев № , , ,  и  находится остановка «Южная автостанция».